# Powrót ojca chrzestnego
Powrót ojca chrzestnego (ang. The Godfather Returns) – kontynuacja powieści Ojciec chrzestny autorstwa Marka Winegardnera. 

## Fabuła i czas akcji
Akcja powieści rozgrywa się w latach 1955–1962. Pierwsza część książki rozpoczyna się w dniu morderstwa na Salvatore'a Tessio, którego dokonuje jego były soldati, Nick Geraci. Wkrótce potem zajmuje on jego miejsce i staje się wpływowym członkiem rodziny. Rodzina Corleone jest na etapie zmian takich jak przeprowadzka do Nevady, legalizacja interesów czy mianowanie nowych stanowisk w rodzinie (m.in. brat Dona Michaela, Fredo Corleone awansuje na nowe stanowisko w rodzinie, sottocapo, czyli wiceszefa). Ta część jest uzupełnieniem wątków powieści Ojciec chrzestny i filmu Ojciec chrzestny II. Równocześnie w powieści pojawiają się zupełnie nowe postacie, poza Nickiem Geraci są to np. bracia Shea (Micky filantrop, Danny prokurator i Jimmy gubernator). Inne postacie, w powieści Maria Puzo jedynie wspomniane, zostają bliżej opisane i związane z fabułą, np. donowie Vincent Forlenza czy Joe Zaluchi.
Druga część powieści jest wspomnieniem młodości Michaela Corleone od jego narodzin w 1920 do roku 1945, w którym powrócił z wojny.
W trzeciej części powieści Nick Geraci, sottocapo rodziny Corleone w miejsce zamordowanego Freda, zostaje zdradzony przez Michaela, który próbuje go zamordować pozorując katastrofę lotniczą. Od tej pory rozpoczyna się zaciekła wojna między Geracim a Donem Corleone.
Powieść jest nie tylko kontynuacją bestsellera Maria Puzo, ale też i jej uzupełnieniem. Wyjaśnione są zagadki powieści Puzo, biografie istniejących postaci są urozmaicone o nowe elementy (np. biseksualizm Freda) oraz ich własne wspomnienia.

## Dedykacja i podziękowania
Pierwsza strona dedykacji zawiera włoską sentencję Alla mia familia (W mojej rodzinie). Kolejne zawiera przysłowie sycylijskie - Ten kto porzuca stare życie dla nowego, wie co traci, ale nie wie co znajdzie.. Pod tym umieszczony jest cytat Oni zabijali moich kolegów i wyjaśnienie, że powiedział to Audie Murphy tłumacząc skąd brał odwagę by walczyć z Niemcami na wojnie. Na końcu powieści są też podziękowania, w której autor miesza postacie realne z fikcyjnymi z własnej powieści, wymienione są też instytucje, które pomogły mu w tworzeniu dzieła.

## Bohaterowie
Ważne postaci powieści wymienione są na początku powieści.
Niektóre z nich to:
- Michael Corleone - Don rodziny Corleone i następca swojego ojca Vita
- Tom Hagen - consiligiere rodziny Corleone, przygarnięty przez Vita, pochodzenia irlandzko-niemieckiego.
- Kay Corleone - żona Michaela, nauczycielka.
- Fredo Corleone - sottocapo rodziny Corleone, brat Michaela, biseksualista.
- Deanna Dunn - aktorka, żona Freda.
- Anthony i Mary Corleone - dzieci Michaela i Kay.
- Nick Geraci - soldati, później caporegime i sottocapo rodziny Corleone, a następnie śmiertelny wróg Dona Michaela, były bokser.
- Rocco Lampone - caporegime rodziny Corleone.
- Al Neri - szef ochrony Michaela Corleone.
- Tommy Neri - soldati rodziny Corleone, bratanek Ala.
- Richie Nobilio - soldati Clemenzy, później jego następca jako caporegime.
- Eddie Paradise - soldati rodziny Corleone.
- Peter Clemenza - caporegime rodziny Corleone
- Salvatore Tessio - caporegime rodziny Corleone, zamordowany na początku powieści
- Cosimo „Momo Karaluch” Corleone - soldato rodziny Corleone, siostrzeniec Tessia.
- Franceska, Kathy, Frankie i Chip Corleone - dzieci Sonny’ego i Sandry Corleone.
- Sandra Corleone - wdowa po Sonnym Corleone.
- Carmela Corleon - żona Dona Vita.
- Ottilio Cuneo - Don rodziny Cuneo z Nowego Jorku.
- Frank Falcone - Don z Los Angeles.
- Vincent Forlenza - Don z Cleveland.
- Paulie Fortunato - Don z Nowego Jorku, następca Emilia Barziniego.
- Tony Molinari - Don z San Francisco.
- Sal Narducci - consiligiere rodziny z Cleveland.
- Ignazio Pignatelli - zwany Ping-Pong, Don rodziny z Los Angeles.
- Louie Russo - Don z Chicago.
- Tony Stracci - Don rodziny Stracci z Nowego Jorku.
- Rico Tattaglia - Don rodziny Tattaglia z Nowego Jorku, następca Philippa i poprzednik Ozziego Altobello.
- Joe Zaluchi - Don z Detroit.
- Johnny Fontane - aktor, piosenkarz, chrześniak Dona Vita.
- Fausto Dominick Geraci Sr. - szofe rodziny z Cleveland, ojciec Nicka Geraciego.
- Jules Segal - lekarz z Las Vegas.
- Jimmy Shea - gubernator New Jersey, brat Danny’ego i Mickeya.
- Danny Shea - prokurator generalny Stanów Zjednoczonych.
- Micky Shea - filantrop.